# Gęstość mocy
Gęstość mocy – ilość mocy (szybkości transferu energii) na jednostkę objętości, wyrażana jako W/m³. Podobnie definiować można gęstość mocy dla powierzchni (moc na jednostkę powierzchni, wyrażana jako W/m²).
Przy konwersji energii jaka następuje na przykład w bateriach, ogniwach paliwowych, silnikach itd., ale także w zasilaczach i innych tego typu urządzeniach, mówi się o gęstości mocy w odniesieniu do objętości. Objętość (rozmiary przestrzeni) jest ważna, gdy w danych okolicznościach do dyspozycji ma się tylko ograniczoną przestrzeń (np. przeznaczonej do umieszczenia baterii, ogniwa paliwowego).